# Estazolam
Estazolam (łac. estazolamum) – organiczny związek chemiczny, lek z grupy benzodiazepin (ściślej triazolobenzodiazepin) zsyntetyzowany w laboratoriach firmy Upjohn w 1972 r. Wykazuje głównie działanie nasenne (stosowany przede wszystkim jako bezpieczny środek nasenny o średnio silnym działaniu, jednak zwykle nie dłużej niż przez 3 tygodnie) i uspokajające, oprócz tego słabsze anksjolityczne, rozluźniające mięśnie szkieletowe i przeciwdrgawkowe. Przyjmuje się, że 2 mg estazolamu jest dawką równoważną dla 10 mg diazepamu. Okres półtrwania wynosi od 10 do 24 godzin po jednorazowym podaniu leku, a nikotyna może przyczynić się do zmniejszenia długości działania.

## Preparaty w Polsce
W Polsce dostępny jest w postaci tabletek Estazolam, produkowanych przez Tarchomińskie Zakłady Farmaceutyczne Polfa (od 1999), Polfarmex (od 2004) i Espefę (od 2010). W zależności od producenta w opakowaniu znajduje się 20 lub 28 tabletek w dawce 2 mg.

## Leczenie zaburzeń snu
Estazolam powinien być stosowany tylko w leczeniu ciężkich postaci bezsenności lub bezsenności współistniejącej z innymi zaburzeniami.
Pomimo dostępności leku jedynie w dawce 2 mg, początkowo zaleca się stosować dawkę 1 mg bezpośrednio przed snem. Dawka leku powinna być dopasowana indywidualnie biorąc pod uwagę wiek pacjenta, niewydolność wątroby, istniejąca tolerancje na benzodiazepiny oraz stosowanie innych leków. Lek jest skuteczny i silnie działający. Długotrwałe stosowanie powoduje powstanie narastającej tolerancji, która objawia się stopniowym osłabieniem działania stosowanej dawki. Nie zaleca się długotrwałego stosowania leku ani zwiększania dawkowania. Estazolam najbezpieczniej stosować doraźnie, codzienne stosowanie może spowodować nasilenie bezsenności. Dzieje się tak nawet po siedmiu dniach codziennego stosowania.
Wystąpienie znacznego pogorszenia snu lub nawet całkowitej bezsenności (bezsenności z odbicia) w sytuacji braku podania przewlekle stosowanej benzodiazepiny nie jest dowodem na wysoką skuteczność tego leczenia. Wynika ono z rozwoju tolerancji, a w dalszej kolejności uzależnienia od leków nasennych.

## Uzależnienie
Estazolam jak każda benzodiazepina wykazuje działanie uzależniające. Ryzyko uzależnienia zwiększa się wraz ze zwiększaniem dawki i okresem przyjmowania leku oraz u osób nadużywających alkoholu i narkotyków.
Nagłe odstawienie leku po długim okresie stosowania dużych dawek może powodować wystąpienie objawów zespołu odstawiennego, którego objawami są: bezsenność, bóle głowy, bóle mięśniowe, wzmożony lęk i napięcie, pobudzenie psychoruchowe, stany splątania i drażliwości. W ciężkich przypadkach mogą wystąpić: depersonalizacja (poczucie zmiany osobowości), derealizacja (zmiana odbioru rzeczywistości), przeczulica słuchowa, drętwienie i mrowienie kończyn, nadwrażliwość na światło, hałas i dotyk, omamy lub napady padaczkowe.